# Pectocarya anomala
Pectocarya anomala är en strävbladig växtart som beskrevs av Ivan Murray Johnston. Pectocarya anomala ingår i släktet Pectocarya och familjen strävbladiga växter. Inga underarter finns listade i Catalogue of Life.